# Sprzęt kelnerski

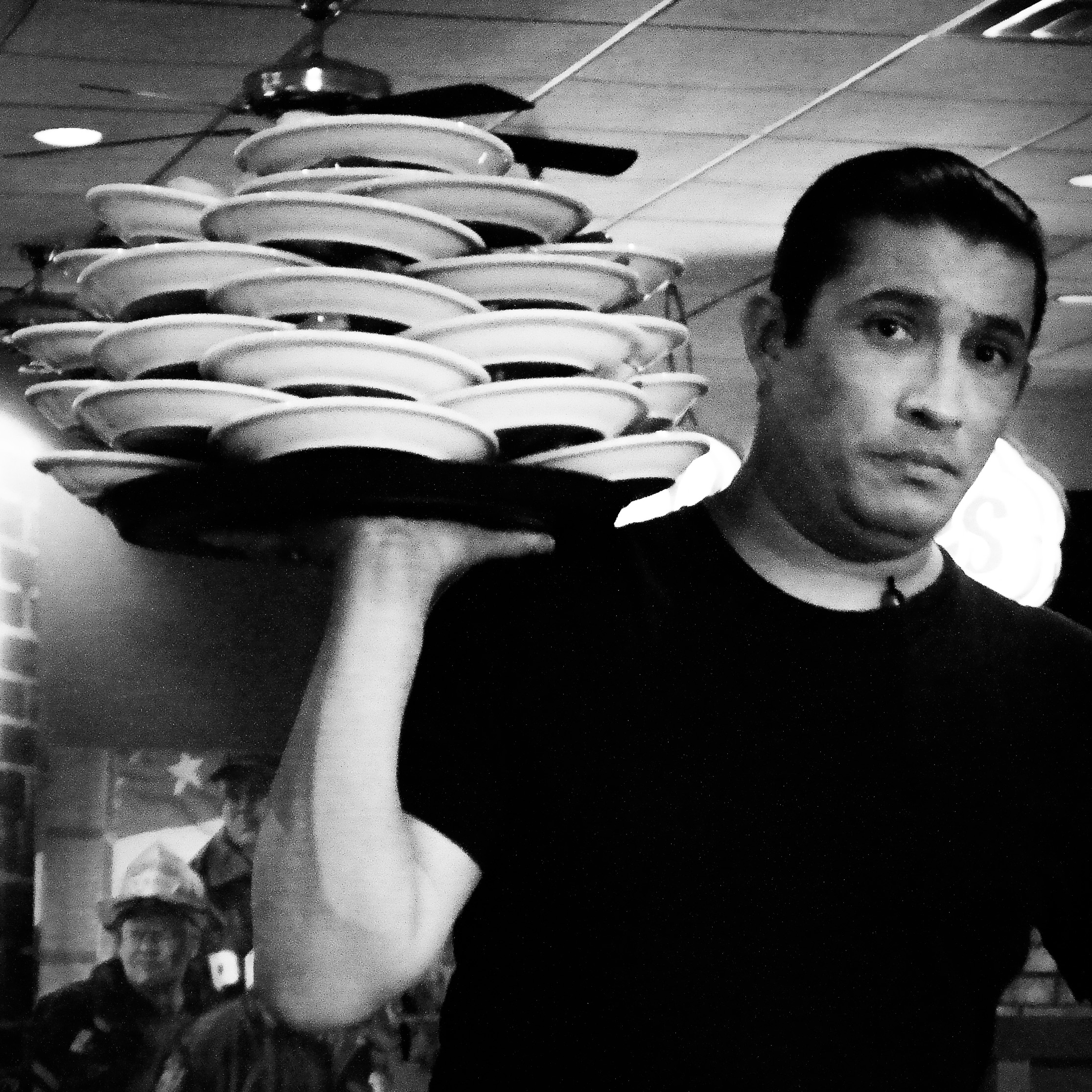
Kelner z tacą i talerzami

Sprzęt kelnerski – zbiór przedmiotów, których używa kelner podczas procesu obsługi konsumenta w lokalu gastronomicznym.
Do sprzętu kelnerskiego zaliczyć można sztućce, naczynia stołowe, czy tace. Ze względu na materiał wykonania można go podzielić na wyroby szklane (np. szklanki, kieliszki, kufle), ceramiczne (np. kubki, talerze, sosjerki), metalowe (np. sztućce, serwetniki, pucharki do lodów) i inne (np. serwety).